# Trachelas cambridgei
Espèce
Trachelas cambridgei est une espèce d'araignées aranéomorphes de la famille des Trachelidae.

## Distribution
Cette espèce se rencontre du Salvador au Panama.

## Description
Les mâles mesurent de 3,71 à 4,82 mm et les femelles de 4,14 à 6,41 mm.

## Publication originale
- Kraus, 1955 : Spinnen aus El Salvador (Arachnoidea, Araneae). Abhandlungen der Senckenbergischen Naturforschenden Gesellschaft, vol. 493, p. 1-112.